# Dunedin (harbourside)
Pour les articles homonymes, voir Dunedin (homonymie).
Harbourside est une zone de mise en valeur des terres en bordure de la mer au niveau de la tête de Otago Harbour dans les limites de la cité de Dunedin, dans la partie sud de l’Île du Sud de la Nouvelle-Zélande.

## Situation
Elle est séparée du centre d’affaire de central Dunedin (en) par la ligne principale du Sud de l’Île du sud (en).

## Histoire
La plus grande partie des terres a été gagnée aux dépens de la mer au XIXe siècle.
C’est une zone portuaire et industrielle avec des entrepôts de stockage .
Un plan pour développer le secteur sur les 30 prochaines années a été déposé en 2017 par le conseil de la cité de Dunedine (en), par 
Port Otago, le conseil régional d’Otago (en) et conjointement d’autres structures.
Le plan fut affecté d’une somme de 19,9 millions de $ en  octobre 2019 de la part du fond de croissance provincial (en) pour la première étape d construction mais fut suspendu en 2020 du fait de la pandémie de COVID-19.

## Démographie
Harbourside couvre une surface de 2,71 km2 et a une population estimée à  240 habitants en juin 2024 avec une densité de population de  89 personnes par km2.

Aspect de la mise en valeur des terres depuis 1848

La localité de Harbourside avait une population de 45 habitants lors du recensement néo-zélandais de 2018, en diminution de 3 personnes (−6,2 %) depuis le recensement néo-zélandais de 2013, et une diminution de 15 personnes  (−25,0 %) depuis le recensement de 2006 en Nouvelle-Zélande.
Il y avait 24 logements, comprenant 27 hommes et 18 femmes, donnant un sexe-ratio de 1,5 homme pour une femme.
L’âge médian était de 23,6 ans (comparé avec les 37,4 ans au niveau national), avec 3 personnes (6,7 %) âgées de moins de 15 ans, 21 personnes (46,7 %) âgées de 15 à 29 ans, 18 personnes (40,0 %) âgées de 30 à 64 ans, et  3 personnes (6,7 %) âgées de 65 ans ou plus.
L’ethnicité était pour 86,7 % européens/Pākehās, 13,3 % Māori, et 13,3 % d’origine asiatique (en).
Les personnes peuvent s’identifier de plus d’une ethnicité en fonction de l’origine de leurs parents.
Le pourcentage de personnes nées outre-mer était de 26,7 %, comparé avec les 27,1 % au niveau national.
Bien que certaines personnes choisissent de ne pas répondre à la question du recensement concernant leur affiliation religieuse: 33,3 % n’ont aucune religion, 33,3 % sont chrétiens (en), 6,7 % sont musulmans et 6,7 % ont une autre religion.
Parmi ceux d’au moins 15 ans d’âge, 12 personnes (28,6 %) ont une licence ou un degré universitaire supérieur et 3 personnes (7,1 %) n’ont aucune qualification formelle.
Le revenu médian était de 15 500 $, comparé avec les 31 800 $ au niveau national. 3 personnes (7,1 %) gagnent plus de 70 000 $ comparées avec les 17,2 % au niveau national.
Le statut d’emploi de ceux d’au moins 15 ans d’âge était pour 15 personnes(35,7 %) un emploi à plein temps, pour  6 personnes (14,3 %) un temps partiel et pour  6 personnes (14,3 %) sont sans emploi.